# Aéroport international Shaikh Zayed
L'aéroport international de Shaikh Zayed (code IATA : RYK • code OACI : OPRK), est un aéroport situé à Rahim Yar Khan, au Pakistan. Nommé après le père fondateur des Emirats Arabes Unis, Zayed ben Sultan Al Nahyane, l'aéroport est utilisé par les grandes familles royales du moyen-orient (principalement du Bahraïn, EAU et Arabie Saoudite) pour leurs chasses annuelles d'Outardes houbara,. 

## Situation
| Bahawalpur Chitral Dalbandin Dera Ghazi Khan Dera Ismail Khan Faisalabad Gilgit Gwadar Islamabad Karachi Lahore Moenjodaro Multan Nawabshah Panjgur Peshawar Quetta Rahim Yar Khan Sialkot Sawan Sehwan · Sharif Sindhri Skardu Sukkur Turbat Zhob |